# ジェイ・コックス
ジェイ・コックス（Jay Cocks、1944年1月12日 - ）は、アメリカ合衆国の映画評論家・脚本家。

## 来歴
ケニオン大学卒業。『タイム』、『ニューズウィーク』、『ローリング・ストーン』などで評論している。
脚本した作品は、『エイジ・オブ・イノセンス/汚れなき情事』、『ストレンジ・デイズ/1999年12月31日』、『ギャング・オブ・ニューヨーク』、『五線譜のラブレター』。他に、ノンクレジットながらジェームズ・キャメロンの『タイタニック』の脚本にも係わっている。

## 受賞・ノミネート
アカデミー賞
- ノミネート：脚色賞 - 『エイジ・オブ・イノセンス/汚れなき情事』（1993年）
- ノミネート：脚本賞 - 『ギャング・オブ・ニューヨーク』（2002年）

英国アカデミー賞
- ノミネート：脚本賞 - 『ギャング・オブ・ニューヨーク』（2002年）

## 存命人物
- Jay Cocks - IMDb（英語）